# Dobolyi Tibor
Dobolyi Tibor (Szászcsanád, 1903. május 19. – Budapest, 1983. június 26.) aranydiplomás mérnök, a VIZIBER nyugalmazott igazgatója.

## Életpályája
A budapesti Műegyetem elvégzése (1930) után 1931-ben a Középtiszai Ármentesítő és Belvízlevezető Társ.-nál kezdett dolgozni. 1938–1949 között az Országos Öntözésügyi Hivatal főépítésvezetője volt. 1950–1954 között a Tiszalöki Vízlépcsőnél dolgozott. 1958–1968 között a Vízügyi Beruházási Vállalat (VIZIBER) igazgatója volt. 

### Munkássága
Az alföldi öntözési program megvalósításában is közreműködött. A VIZIBER vezetőjeként fontos szerepet játszott a Tiszalöki vízerőmű és hajózsilip, a Keleti-főcsatorna és a Borsodi Regionális Vízmű megépítésében. Szakcikkeiben és tanulmányaiban a vízépítés és a vízgazdálkodási tervezés gyakorlati feladataival foglalkozott. Több egyetemi és főiskolai tankönyvet írt.
Sírja a Farkasréti temetőben található (60-8-97. fülke).

## Művei
- Mélyépítőipari ácsszerkezetek (társszerzőkkel, Budapest, 1952)
- Építési munkahelyek vízellátása és víztelenítése (Hoch Károllyal, Budapest, 1954)
- Vízépítési munkák szervezése (Dános Valérral, Budapest, 1958)

## Díjai
- Munka Érdemrend (1954)[6]
- Aranydiploma (1980)